# 上伯萨
上伯萨是德国图林根州的一个市镇。总面积11.99平方公里，总人口387人，其中男性199人，女性188人（2011年12月31日），人口密度32人/平方公里。